# ペーター・ファン・フォッセン
ペーター・ファン・フォッセン（Peter van Vossen、1968年4月21日 - ）は、オランダ・ゼーラント州出身の元サッカー選手、サッカー指導者。現役時代のポジションはウィング。

## 経歴
オランダ北部の街フリッシンゲンでプロデビューを果たし、1989年にベルギーのクラブKSKベフェレンへと移籍。3シーズンで合計36ゴールを記録し、ベルギー国内のトップクラブRSCアンデルレヒトへ移籍を果たした。ユーロ92のオランダ代表候補に挙げられていたが、血栓症の疑いのためチームを離脱。大会後、94年Ｗ杯アメリカ大会予選から代表チーム入りする。アンデルレヒトでは、同郷のオランダ人ストライカージョン・ボスマン、ベルギー代表ルク・ニリス、マルク・デフリーセらと共にフォワード陣の一角としてプレー。92-93シーズンはチームで合計80ゴールを叩き出し、2位リエージュに大差をつけてリーグ優勝を飾った。しかしフォワードのレギュラーポジションを確保できなかったファン・フォッセンは、翌シーズン直ぐにアヤックス・アムステルダムへ移籍。1996年にはトルコのイスタンブールシュポルに加入するが、シーズン途中でロシア代表のオレグ・サレンコとのトレードでグラスゴー・レンジャーズFCへと渡った。1998年にオランダへ帰国した後は、国内のクラブを転々とし、2004年に引退を表明。

## エピソード
- グラスゴー・レンジャーズ所属時、セルティックFCとのオールドファームダービーにおいて、キーパーのいないガラ空きのゴールマウスへのシュートを外す失態を演じたことがある。以降、セルティックサポーターの間では、簡単なシュートを外すことを揶揄した「doing a van vossen（ファン・フォッセンをする）」というフレーズが流行した。